# Encontres en la foscor
Encontres en la foscor (títol original en anglès, Dark Encounter) és una pel·lícula de thriller de ciència-ficció del 2019, escrita i dirigida per Carl Strathie, en què una trobada alienígena terrorífica revela la fosca veritat darrere de la desaparició d'un nen a la Pennsilvània rural. S'ha doblat i subtitulat al català.
És el segon llargmetratge del director Carl Strathie, que va rodar el thriller de ciència-ficció Solis el 2018. El director de fotografia Bart Sienkiewicz, el muntador Chris Timson i el compositor David Stone Hamilton van treballar per a ambdues pel·lícules. L'actor Sid Phoenix es va encarregar de la veu en off com el personatge Milton per a la pel·lícula anterior, a més d'interpretar en Billy a Encontres en la foscor. Strathie és autodidacta, però va dirigir diversos curtmetratges abans de Solis.
Encontres en la foscor està ambientat a la Pennsilvània rural, encara que per raons de pressupost la pel·lícula es va rodar completament a Yorkshire. Els rodatges interiors van tenir lloc als estudis GSP, a prop de Selby. El rodatge va tenir lloc a principis del 2018.
La pel·lícula es va estrenar el 23 d'agost de 2019 al festival de cinema britànic FrightFest.